# Fara ve Kbelu
Fara se nachází ve středu obce Kbel v okrese Plzeň-jih, na severní straně hlavní komunikační osy. Náležela ke kostelu Všech svatých. Jedná se o samostatně stojící pozdně barokní stavbu z 2. poloviny 18. století. Od 3. března 1998 je kulturní památkou.

## Historie
Kbelská fara o čtyřech a pěti okenních osách byla vystavěna mezi léty 1764–1765 ve stylu pozdního baroka. Přesné datum stavby je však sporný a v různých zdrojích se liší. Jejím investorem byla tehdejší majitelka červenopoříčského panství Františka Augusta z Törring-Jettenbachu, která v obci obnovila farní správu. Ve 30. letech 19. století došlo k menším stavebním úpravám. V roce 1897 došlo k opravě poškozených komínů a po krupobití vytlučených okenních tabulí. Na počátku 20. století byla fara ve velmi špatném stavu, o čemž svědčí stížnost nově povolaného faráře Františka Frydrycha na patronátní úřad v Červeném Poříčí z roku 1913. V roce 1941 došlo k elektrifikaci objektu. Další rekonstrukční práce byly redukovány na nejnutnější z důvodu trvajícího válečného konfliktu. Roku 2007, po nezdařených pokusech o rekonstrukci fary, bylo vydáno Národním památkovým ústavem potřebné povolení.

## Popis
Jednopatrová stavba je kryta mansardovou střechou a její fasáda je v nárožích členěna a ukončena korunní římsou. Nad kamenným vstupním portálem se světlíkem je umístěna nika s konchou a mušlí, v níž se dříve nacházela socha Jana Nepomuckého. Přízemní prostory jsou klenuty valenou klenbou s lunetami, v patře jsou místnosti plochostropé.
K objektu náležel hospodářský dvůr, který v současnosti patří k jiné katastrální jednotce. Fara dříve patřila Římskokatolické farnosti Měčín, později pod Švihov u Klatov a v současnosti obec spadá pod farnost v Přešticích. V roce 2006 byl objekt nabídnut k prodeji a dnes je v soukromém vlastnictví.